# Hüttenberg (Németország)
Hüttenberg település Németországban, Hessen tartományban. Lakosainak száma 10 968 fő (2023. december 31.). Hüttenberg Wetzlar és Schöffengrund községekkel határos.

## Népesség
A település népességének változása:
| Lakosok száma | 10 855 | 10 850 | 10 794 | 10 909 | 10 968 |
|               | 2017   | 2019   | 2021   | 2022   | 2023   |